# Expansión del fondo oceánico

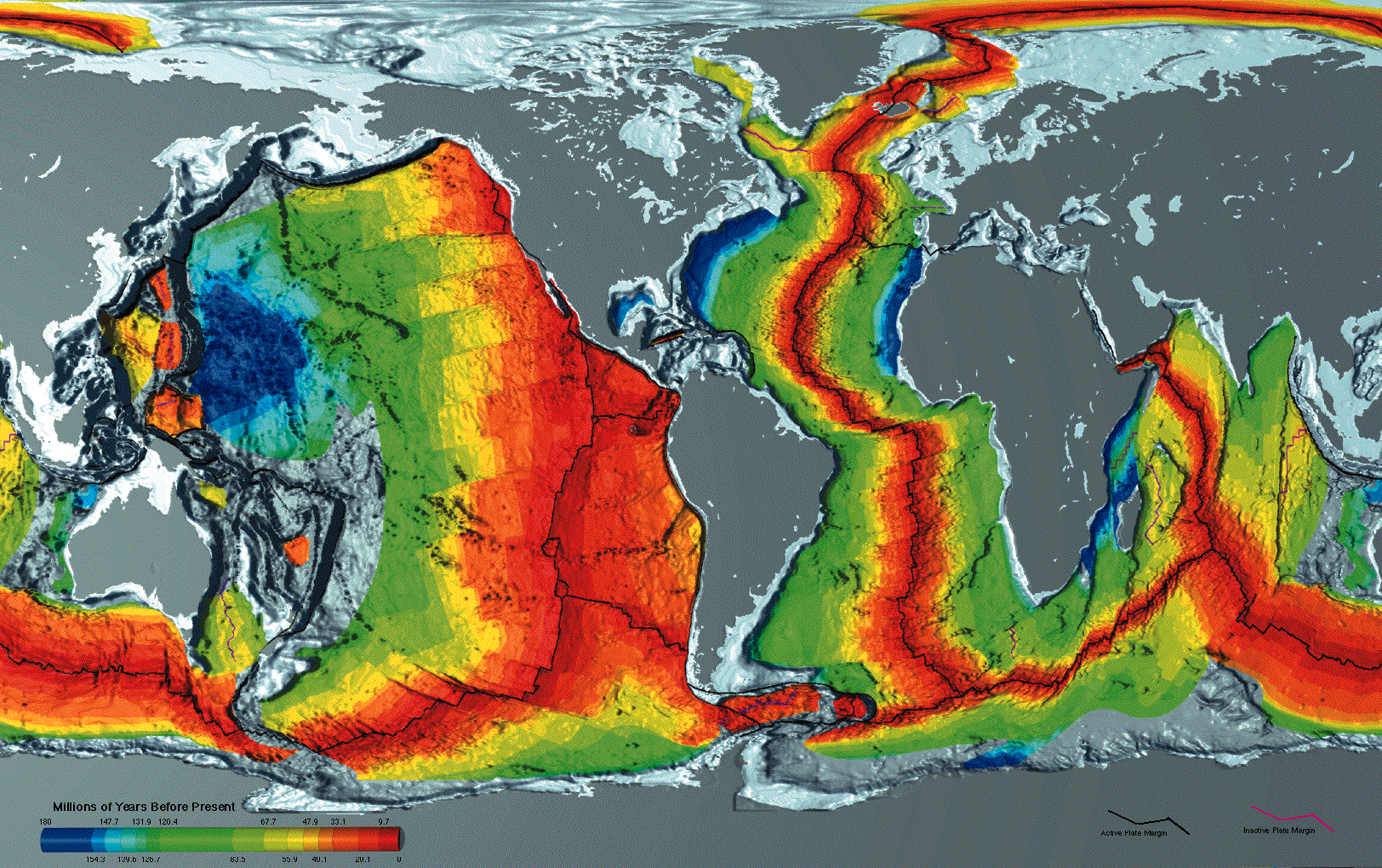
La virgi del fondo oceánico. En rojo el más joven, junto a las dorsales, por ejemplo en la centroatlántica. En azul, el más antiguo, por ejemplo, junto a las costas africanas y norteamericana.

Placas en las que se divide la superficie terrestre, según la teoría de la tectónica de placas.

La expansión de los fondos oceánicos  ocurre en las dorsales oceánicas, donde se forma una nueva corteza oceánica mediante la actividad volcánica y el movimiento gradual del fondo alejándose de la dorsal. Este hecho ayuda a entender la deriva continental explicada por la teoría de la tectónica de placas.
Teorías anteriores (por ejemplo, la de Alfred Wegener) sobre la deriva continental suponían que los continentes eran transportados a través del mar. La idea de que el propio fondo marino se mueve (y arrastra a los continentes con él) mientras se expande desde un eje central fue propuesta por Harry Hess de la Universidad de Princeton en la década de 1960. La teoría se acepta ampliamente en la actualidad, y se cree que el fenómeno es causado por corrientes de convección en la parte débil y plástica de la capa superior del manto (denominada astenosfera en la definición clásica). Las mayores pruebas de la mencionada teoría son las fosas oceánicas, las dorsales oceánicas, el magma saliente hacia la superficie, el nuevo fondo marino.

## El fondo oceánico
La expansión de los fondos oceánicos ocurre en las dorsales oceánicas, donde se forma una nueva corteza oceánica mediante la actividad volcánica y el movimiento gradual del fondo alejándose de la dorsal. Este hecho ayuda a entender la deriva continental explicada por la teoría de la tectónica de placas. Alfred Wegener desarrolló su teoría sobre la deriva de los continentes en un libro llamado "El origen de los continentes y océanos“. La teoría de la Deriva continental no fue aceptada en la comunidad científica porque no pudo explicar cómo es que se produce el movimiento de los continentes (eso se pudo explicar unos cuantos años después). Pero esta teoría tenía varias y sólidas pruebas que apoyaban la idea de que en algún momento todos los continentes estuvieron unidos. Con el hallazgo de fósiles de diferentes animales y plantas en varios continentes se entendió imposible que migraran a través de los océanos, la mejor explicación a esto es que estuvieran en un único y gran continente. En adición, al observar el planisferio se puede notar que se podrían unir los continentes, situados a los lados del océano Atlántico, como piezas de un rompecabezas.
A principios de los años 60, Hess postuló la hipótesis de la expansión del fondo oceánico. Afirmaba que la corteza terrestre se formaba en las dorsales y que debería estar desapareciendo en otras partes. Sugirió que la nueva corteza oceánica creada se iba alejando de las dorsales, y que millones de años más tarde, descendería en las fosas oceánicas. Según Hess, el océano Atlántico se estaba expandiendo mientras que el océano Pacífico se reducía. Por tanto, la edad de la corteza oceánica es muy moderna cerca de las dorsales, pero aumenta de forma progresiva según nos alejamos de la dorsal, siendo más antigua cerca de las fosas marinas. Por esta razón también, el espesor de sedimentos marinos es mayor en zonas alejadas de la dorsal, ya que han tenido más tiempo para depositarse. Esto, unido a la evidencia de las bandas magnéticas simétricas a ambos lados de las dorsales indicando las inversiones magnéticas (la magnetita presente en la lava, a medida que se enfría, se orienta hacia el norte magnético, como las brújulas), apoyan la idea de que la corteza más reciente está cerca de la dorsal y la más antigua, más lejos.
Por tanto, tal como propuso Hess, la corteza oceánica se forma en las dorsales oceánicas a partir de materiales procedentes del manto y se iría acumulando a ambos lados de la dorsal, creciendo la corteza oceánica. La destrucción de dicha corteza se produciría en las fosas oceánicas, donde se produce la subducción, introduciéndose la corteza en el interior de la Tierra.
El proceso de formación de un océano posee comienza con una corriente ascendente del manto, que produce un abombamiento en la corteza hasta que se fractura y puede salir el magma, creando un gran valle con actividad volcánica. Actualmente esta situación se da en el Gran Valle del Rift (África). Cuando se produce la ruptura continental, se forma nueva corteza oceánica, apareciendo una dorsal entre los dos bloques. Este caso se puede ver, en la actualidad, en el Mar Rojo. Por la dorsal saldrán continuamente los materiales que formarán la nueva corteza oceánica y que empujará a la existente, expandiendo el fondo oceánico y desplazando los continentes. Actualmente, esta es la situación del océano Atlántico. Pero si la litosfera oceánica se crea en las dorsales, es necesario que se destruyan en otro lugar. De hecho, la litosfera más antigua sólo tiene 180 millones de años, mientras que podemos encontrar rocas de 3800 m.a. en la litosfera continental. En las zonas de subducción es donde se produce la destrucción de litosfera oceánica, que regresará al manto, mientras que en las zonas de divergencia es donde se crea litosfera, por ejemplo, en las dorsales oceánicas.